# Tuncovec
Tuncovec – wieś w Słowenii, w regionie Sawińskim, w gminie Rogaška Slatina. 1 stycznia 2017 liczyła 167 mieszkańców.